# CK Stadium
Das CK Stadium (Thai ซี.เค. สเตเดี้ยม) ist ein Fußballstadion in Rayong in der gleichnamigen Provinz Rayong, Thailand. Es wird derzeit hauptsächlich für Fußballspiele genutzt und ist das Heimstadion vom Pluakdaeng United Football Club. Das Stadion hat eine Kapazität von 2000 Personen. 